# إلزاو
إلزاو (بالألمانية: Elsau) هي بلدية سويسرية تتبع لمقاطعة فينترتور في كانتون زيورخ. تبلغ مساحتها 8.06 كيلومتر مربع، ويقدر عدد سكانها بـ 3631 نسمة (حسب تعداد ديسمبر 2017).